# Beaumont (Vienne)
Beaumont ist eine Commune déléguée in der französischen Gemeinde Beaumont Saint-Cyr mit 1.831 Einwohnern (Stand: 1. Januar 2022)  im Département Vienne in der Region Nouvelle-Aquitaine. Die Einwohner werden Beaumontois genannt.
Durch Verordnung vom 16. Juni 2016 wurde die Gemeinde zum 1. Januar 2017 mit der Gemeinde Saint-Cyr (Vienne) zur Gemeinde Beaumont Saint-Cyr vereinigt. Die Gemeinde Beaumont gehörte zum Arrondissement Châtellerault und zum Kanton Jaunay-Clan (bis 2015: Kanton Vouneuil-sur-Vienne).

## Geographie
Beaumont liegt an dem Fluss Palu, einem Nebenfluss des Clain, der die südöstliche Gemeindegrenze bildet, etwa 18 Kilometer nordnordöstlich von Poitiers. 
Umgeben wurde die Gemeinde Beaumont von den Nachbargemeinden Colombiers im Norden, Naintré im Nordosten, Vouneuil-sur-Vienne im Osten, Saint-Cyr im Süden und Südosten, Dissay im Süden sowie Marigny-Brizay im Westen.
Durch die Commune déléguée führt die Autoroute A10. 
| Bevölkerungsentwicklung   | Bevölkerungsentwicklung | Bevölkerungsentwicklung | Bevölkerungsentwicklung | Bevölkerungsentwicklung | Bevölkerungsentwicklung | Bevölkerungsentwicklung | Bevölkerungsentwicklung | Bevölkerungsentwicklung |
| ------------------------- | ----------------------- | ----------------------- | ----------------------- | ----------------------- | ----------------------- | ----------------------- | ----------------------- | ----------------------- |
| Jahr                      | 1962                    | 1968                    | 1975                    | 1982                    | 1990                    | 1999                    | 2006                    | 2012                    |
| Einwohner                 | 1.384                   | 1.330                   | 1.394                   | 1.448                   | 1.585                   | 1.625                   | 1.682                   | 1.881                   |
| Quelle: Cassini und INSEE |                         |                         |                         |                         |                         |                         |                         |                         |

## Sehenswürdigkeiten
- Romanische Kirche Notre-Dame aus dem 15. Jahrhundert, seit 1986 Monument historique
- Grabkapelle La Madeleine, seit 2002 Monument historique
- Schlossruine Rouhet mit Kapelle, seit 1931 Monument historique
- Ruine des Turms von Beaumont
- Schloss Beaudiment aus dem 15. Jahrhundert
- Schloss Le Puy-Chevrier aus dem 17. Jahrhundert

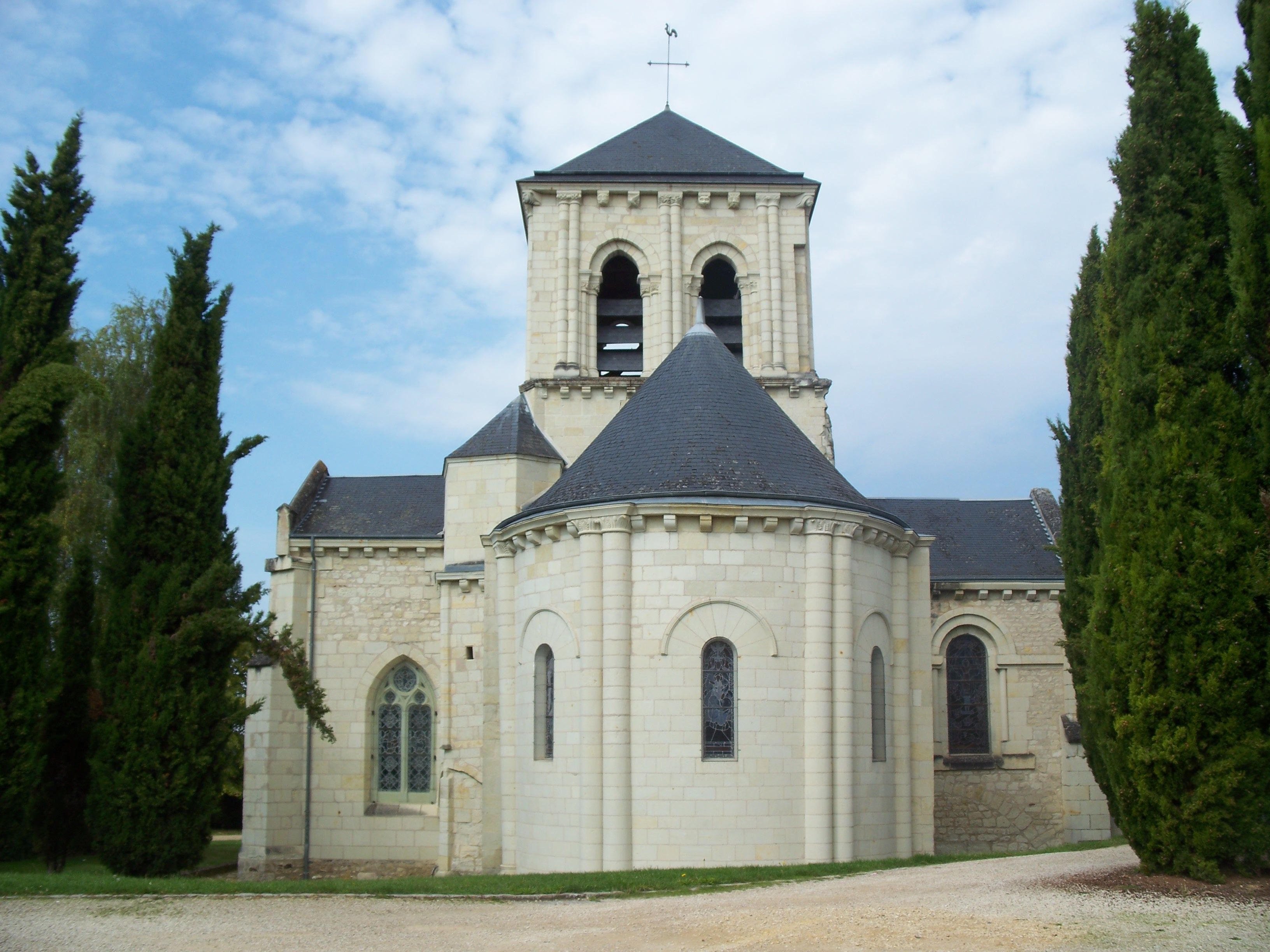
Kirche Notre-Dame
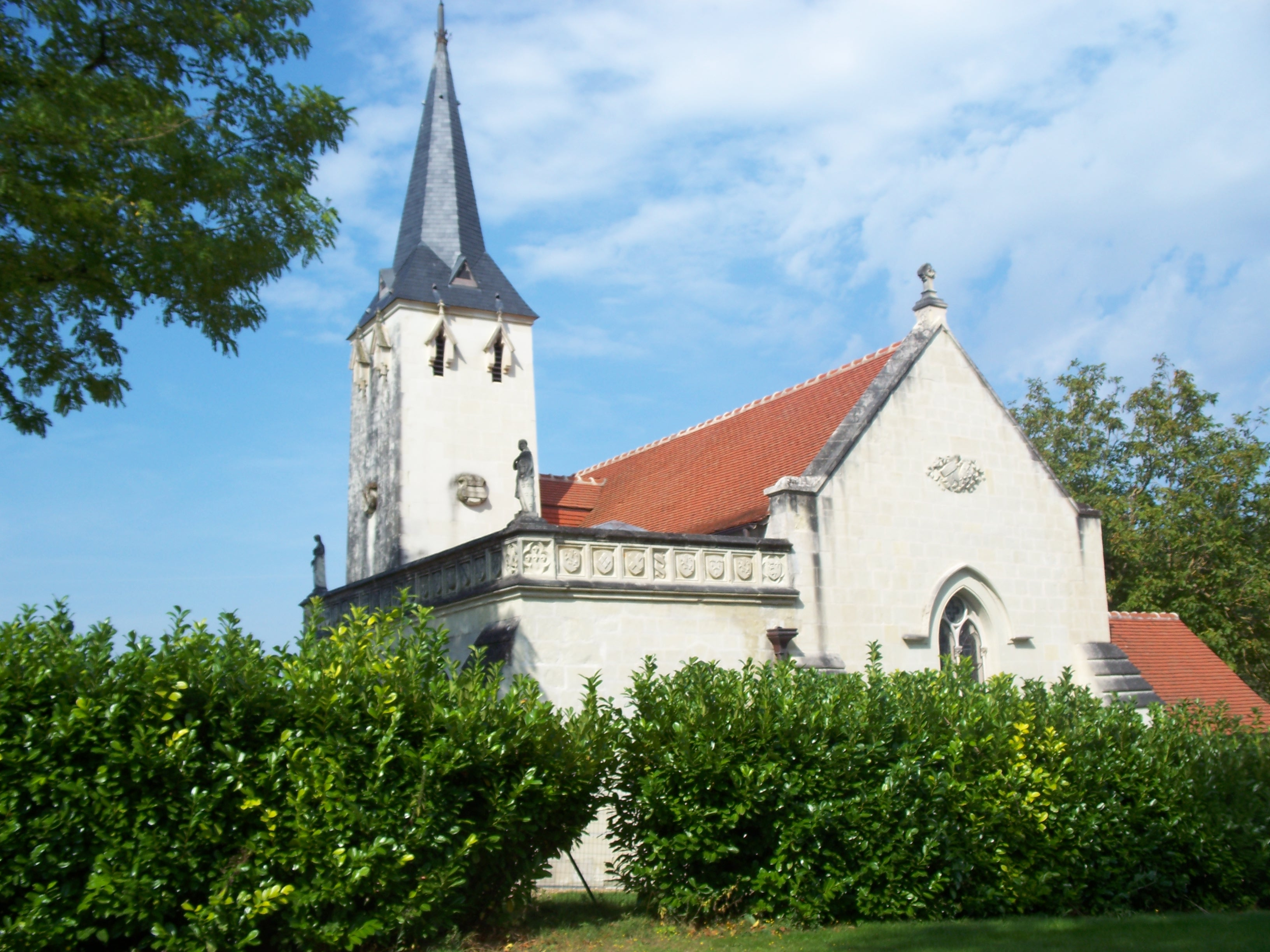
Grabkapelle La Madeleine

## Persönlichkeiten
- Hardouin de Péréfixe de Beaumont (1606–1671), Bischof von Rodez (1649–1664) und Erzbischof von Paris (1664–1671)